# Stokesay
Stokesay är en by i civil parish Craven Arms, i distriktet Shropshire, i grevskapet Shropshire, i England. Byn är belägen 10 km från Ludlow. Stokesay var en civil parish fram till 1987 när blev den en del av Craven Arms. Civil parish hade 1 217 invånare år 1961. Byn nämndes i Domedagsboken (Domesday Book) år 1086, och kallades då Stoches.